# CSI Depredadores
CSI Depredadores es una serie de documentales sobre extraños comportamientos realizados por los animales en la naturaleza. Fue emitida por National Geographic Channel a partir del 2 de octubre de 2008.

## Episodios
1.-El ataque de las orcas
Es una bonita mañana en Monterrey, California. Un grupo de ballenas grises se dispone a empezar su migración de vuelta al Ártico, cuando, de repente, un grupo de orcas las ataca y mata a todas. Pero, si esas orcas no eran transeúntes, y por tanto no atacarían a un cetáceo, ¿qué impulsó a esas ballenas asesinas a atacar a las ballenas grises?
2.-El Oso Mutilado
El día comienza en Yellostowne. Los guardas comienzan su patrulla diaria cuando se encuentran con una terrible escena: cuatro osos negros americanos mutilados y con las cabezas cortadas. Los furtivos no pueden haber sido, pues la bilis sigue allí, pero entonces ¿qué animal ha sido capaz de hacer semejante atrocidad a esos osos?
3.-La venganza de los elefantes
En distintos países de África, los elefantes están teniendo un comportamiento extremadamente raro. Atacan indiscriminadamente una aldea donde antes vivían pacíficamente en Uganda, exterminan el ganado masái en Kenia y matan decenas de rinocerontes en un parque nacional de Sudáfrica. Y cuando los científicos investigan sobre ellos, descubren que todos los elefantes asesinos han sufrido alguna atrocidad cuando eran crías. ¿Es posible que esa experiencia se les quedara grabado en su mente y sintieran la necesidad de quitársela de encima?
4.-Aligatores zombie
El lago Griffin, en Florida, es famoso por su gran población de caimanes americanos. El caimán es un animal muy antiguo. Sobrevivió a muchas extinciones, entre ellas la que aniquiló a los dinosaurios. Pero, un día, los turistas ven horrorizados como unos caimanes yacen muertos en el lago. ¿Qué ha atacado a los habitantes más antiguos de los Everglades? ¿Un puma? ¿Un oso negro? ¿Una pitón? ¿O puede que un hombre?
5.-Leopardos callejeros
La guerra entre los habitantes de Bombay y los leopardos está en pleno auge. Los leopardos han llegado a la ciudad porque los perros callejeros han accedido a todos los basureros de la ciudad. Pero, hace años, el buitre bengalí era el rey de los basureros. Hace diez años había 88 millones de ejemplares pero ahora casi han desaparecido, y con ello han aumentado los perros. ¿Qué hizo que una especie tan importante para limpiar una ciudad desapareciera sin dejar rastro?
6.-Focas mutiladas
Unos cadáveres de foca común espantosamente mutilados en espiral son depositados en una isla del Atlántico. Los científicos intentan descubrir al asesino, pero cuando se han descartado todos los posibles sospechosos (el oso polar, la orca, la morsa, el lobo ártico, el halcón gerifalte...), solo queda el tiburón de Groenlandia, pero lo poco que se sabe de él hace que se le descarte como sospechoso. Pero, al ver que las focas mutiladas aumentan, ¿se sentirán dispuestos los científicos a reconsiderarse sus opiniones y volver a sentar al tiburón de Groenlandia en el banquillo?
7.-La tragedia de los cocodrilos
En 2008, se encontraron montones de cocodrilos del Nilo muertos en el parque nacional de Kruger, Sudáfrica. Las investigaciones demuestran que los cocodrilos tienen esteatitis o enfermedad de la grasa amarilla. Esta enfermedad transforma el tejido adiposo en una masa blanda. Incapaces de moverse, los reptiles están condenados a una muerte lenta y dolorosa. Pero la enfermedad de la grasa amarilla se transmite por comer peces rancios, y todos los peces muertos son retirados a tiempo por los buitres. Entonces, ¿cómo ha llegado esta enfermedad al cuerpo de uno de los animales más resistentes del continente africano?
8.-Zombies marinos
En 2004, un león marino atraviesa California a pie hasta que lo encuentran una patrulla que lo bautiza Chippy y, creyendo que se ha perdido lo devuelven al mar. Pero, en 1999, se vieron pelícanos meneando la cabeza como locos antes de caer, y, en 1961, los habitantes de la ciudad de Capitola se despertaron por el sonido de miles de aves que caían sobre sus techos o se caían en las calles vomitando anchoas a medio digerir. De hecho, este fue el hecho real que inspiró la película de terror de Alfred Hitckoch, "Los pájaros". ¿Qué relación puede haber entre Chippy, los pelícanos que cabecean y Hikckoch? ¿Y qué consecuencias tendrá para nosotros?
9.-Hipopótamos caníbales
El hipopótamo común es uno de los animales más peligrosos de África. Las luchas con heridas graves no son raras, pero los biólogos se quedaron perplejos cuando vieron 300 hipopótamos muertos en un parque nacional de Uganda. Los biólogos acusaron al ántrax o al carbunco como posibles culpables, pero, si tenían razón, ¿por qué solo morían hipopótamos y no otros animales del parque?
10.-Cementerio de elefantes
En 2007, una familia de cinco elefantes asiáticos fue hallada muerta en misteriosas circunstancias en el estado indio de Bengala Occidental. Las autoridades que investigaron el caso atribuyeron las muertes al accionar de un rayo, pero investigaciones posteriores mostraron que los seres humanos y los elefantes están en guerra. ¿Es posible que los lugareños hayan actuado de forma tan taimada y ruin que hayan matado a esos elefantes?
11.-Asesino de tiburones blancos
El tiburón blanco y la orca son los depredadores más formidables del mar. Animales tan peligrosos nunca se atacan entre sí, o eso pensábamos. Una mañana, cerca de la costa de California, un grupo de turistas fue testigo de una lucha de titanes. El resultado dejó perplejos a los biólogos, pero, ¿por qué la orca atacó y mató al tiburón blanco? ¿Es posible que haya un nuevo rey de los mares?
12.-La niebla asesina
En una zona rural de Camerún, una extraña niebla mató a treinta siete persona y a todos los animales de su alrededor. Los pocos supevivientes la describieron con un silencio espeluznante. Además, todas las máquinas y motores se habían parado, aunque tenían el combustimble a tope. Tras dos años, volvió a ocurrir, pero esta vez murieron mil setecientas personas y montones de animales. Si no fueron ni virus, ni ataques de guerrilleros, ni erupciones volcánicas, ¿qué causó esa niebla asesina?
13.-La explosión de la ballena
A altas de la noche, un eminente biólogo transportaba un cachalote hasta una playa de Taiwán. Al amanecer, la ciudad de Tainan fue recibida con una explosión: los intestinos, la sangre y la grasa de la ballena salieron en todas direcciones con la fuerza de una bomba. Pero, ¿qué causó este desastre?
14.-Demonios mutantes
En 2001, unos biólogos descubrieron en la isla de Tasmania que el demonio de Tasmania padecía un nuevo y mortal tipo de cáncer. Al principio, el gobierno de la isla no se molestó en investigar, pero, cuando la enfermedad se disgregó por todo el estado y la población de demonios de Tasmania cayó de forma alarmante, el gobierno decidió actuar para no perder otra especie icónica. Pero, ¿por qué se propaga con tanta facilidad entre los marsupiales este virus?
15.-El oso desconocido
En una remota isla canadiense, un cazador estadounidense deportivo mató a un animal que, según él, era un oso polar, pero estaba equivocado. Su guía esquimal no había visto nunca un oso así. La matanza ocasiona una investigación por parte de las autoridades de Canadá. Pero, ¿que era el animal que mató el cazador? ¿Y responderá este ante la justicia?